# Ченла II
«Ченла II» — кодовое название крупномасштабной наступательной операции времен Гражданской войны в Камбодже, проводившейся в августе—декабре 1971 года республиканской армии Лон Нола против северовьетнамских войск и партизан Вьетконга, вторгнувшихся на территорию Камбоджи (Кхмерской Республики). Результатом стала решительная победа Северного Вьетнама и Вьетконга.
Внезапное наступление должно было застать противника врасплох.
На стороне повстанцев выступило около 50 тыс. человек, среди которых несколько тысяч находились под командованием Красных Кхмеров.

## Последствия
Северного Вьетнам и Вьетконг одержали решительную победу над пномпеньскими войсками. 8 декабря 1971 года северовьетнамская официальная пропаганда объявляла:

К октябрю, т.е. через два месяца, операция зашла в тупик. 4 500 солдат противника были уничтожены, и сотни сдались в плен. 2-я и 43-я бригады понесли значительные потери. Десять батальонов и семь рот пехоты и танковой роты оказались разгромлены, 39 боевых кораблей были потоплены либо сожжены, девять самолетов — сбиты, семь 105-мм орудий, много техники и большое количество военной снаряжения было уничтожено.
Лон Нол пытался оправдать свое поражение отсутствием военной помощи со стороны США и их союзников, в свою очередь американцы видели причину поражения в неграмотном командовании наступлением самим Лон Нолом.
Поражение имело свои долгоидущие политические последствия. По столице стали распространяться слухи о скорой отставке правительства. Лидер камбоджийских националистов Сон Нгок Тхань, возвратившийся в Камбоджу, открыто заявлял, что готов бы снова занять пост премьер-министра Камбоджи, который он уже ранее занимал в 1945 году. Сирик Матак и формальный глава государства Ченг Хенг пытались убедить Лон Нола оставить командование армией, но тот занял принципиальную позицию.